# Paragiopagurus wallisi
Paragiopagurus wallisi is een tienpotigensoort uit de familie van de Parapaguridae. De wetenschappelijke naam van de soort is voor het eerst geldig gepubliceerd in 1994 door Lemaitre.